# 류쓰케이자이 대학
류쓰케이자이 대학(일본어: 流通経済大学 류쓰케이자이다이가쿠[*])은 일본 이바라키현 류가사키시에 위치한 사립대학이다. 1965년에 설립되었다. 지바현 마쓰도시와 가시와시에 분교가 있다.

## 연혁
- 1965년 학교법인 닛쓰학원 설립, 이바라키현 류가사키시에 유통경제대학 캠퍼스 개설
- 1970년 경제학부에 경영학과 설립
- 1979년 전공과 개설 (경제학전공, 경영학전공)
- 1985년 이바라키현 가시와시에 부속 가시와고등학교 개설
- 1988년 사회학부 및 사회학과 개설
- 1989년 대학원 경제학연구소 석사과정 개설
- 1991년 대학원 경제학연구소 박사후기과정 개설
- 1992년 대학원 사회학연구소 석사과정 개설
- 1993년 사회학부에 국제관광학과 개설
- 1994년 대학원 사회학연구소 박사후기과정 개설
- 1996년 유통정보학부 및 유통정보학과 개설
- 2000년 대학원 물류정보학연구소 석사과정 개설
- 2001년 법학부 및 기업법학과, 자치행정학과 개설
- 2002년 대학원 물류정보학연구소 박사후기과정 개설
- 2003년 유학생별과 일본어연수과정 개설
- 2004년 이바라키현 마쓰도시에 신마쓰도 캠퍼스 개설
- 2005년 법학부 기업법학과를 비즈니스 법학과로 개편, 대학원법학연구소 석사과정 개설
- 2006년 류가사키시 캠퍼스에 스포츠건강과학부 및 스포츠건강과학과 개설
- 2010년 대학원 스포츠건강과학연구과 석사과정 개설
- 2017년 대학원 스포츠건강과학부에 스포츠커뮤니케이션학과 개설

## 학부
- 경제학부
  - 경제학과
  - 경영학과
- 사회학부
  - 사회학과
  - 국제관광학과
- 유통정보학부
  - 유통정보학과
- 법학부
  - 비즈니스법학과
  - 자치행정학과
- 스포츠건강과학부
  - 스포츠건강과학과
  - 스포츠커뮤니케이션학과
- 유학생별과
- 전공과
  - 경제학전공
  - 경영학전공

## 같이 보기
- 일본의 대학 목록